# Once Upon a Dream
«Once Upon a Dream» es una canción escrita para la película de fantasía musical animada La bella durmiente, producida por Walt Disney en 1959. La letra fue escrita por Jack Lawrence y Sammy Fain, mientras que la música fue adaptada por George Bruns. La melodía de la canción se basa en la «Grande valse villageoise» (apodada «The Garland Waltz») del ballet La bella durmiente de Piotr Ilich Chaikovski, compuesto en 1890. 
«Once Upon a Dream» es el tema principal de la película y el tema de amor de la Princesa Aurora y el Príncipe Phillip. En la película, la canción es interpretada por un coro como obertura y en el tercer reprise final, así como por Mary Costa y Bill Shirley, quienes prestaron sus voces a los personajes de Aurora y Phillip, respectivamente.

### Certificaciones
| País           | Organismo certificador | Certificación | Ventas certificadas | Ref.  |
| -------------- | ---------------------- | ------------- | ------------------- | ----- |
| Estados Unidos | RIAA                   | Oro           | 500 000             | [ 3 ] |

## Versión de Lana Del Rey
«Once Upon a Dream» fue versionada por la cantante y compositora estadounidense Lana Del Rey para la película de fantasía oscura Maléfica (2014), que sirve como una reinterpretación de la película original de 1959. La canción fue lanzada el 26 de enero de 2014 y estuvo disponible como descarga digital gratuita durante su primera semana en Google Play Store. El 4 de febrero, la descarga digital estuvo disponible para su compra.

### Recepción de la crítica
La versión recibió una recepción generalmente positiva. Forbes calificó la versión como «melancólica y discreta», mientras que Stereogum la describió como «enamoradiza» y «etérea». Hypable dijo que la versión era «mucho más oscura» que la original y señaló el «ligero efecto de radio» en la voz de Del Rey, calificando su interpretación de la canción como «escalofriante». Spin, refiriéndose al fragmento de la canción en el tráiler, comentó: «Voces ahumadas, una entrega seductora y un delicado piano convierten la canción de cuento de hadas de 1959 en una inquietante nana». Complex destacó que la versión de Del Rey tenía un aire «sombrío y siniestro» en comparación con la original.

### Gráficos
| Listas (2014)                           | Mejor posición |
| --------------------------------------- | -------------- |
| Australia (ARIA)                        | 96             |
| Francia (SNEP)                          | 122            |
| Irlanda (IRMA)                          | 71             |
| Reino Unido (OCC)                       | 60             |
| Estados Unidos (Bubbling Under Hot 100) | 5              |

### Certificaciones
| País           | Organismo certificador | Certificación | Ventas certificadas | Ref.   |
| -------------- | ---------------------- | ------------- | ------------------- | ------ |
| Australia      | ARIA                   | Oro           | 70 000              | [ 15 ] |
| Estados Unidos | RIAA                   | Platino       | 20 000              | [ 3 ]  |

## Otras versiones
El grupo estadounidense No Secrets grabó la canción «Once Upon (Another) Dream», cuyo coro está basado en «Once Upon a Dream», en 2003 para el lanzamiento en DVD de dos discos de La bella durmiente. La canción fue incluida posteriormente en el álbum recopilatorio Disneymania 2 de 2004.
«Once Upon a Dream» fue versionada por Emily Osment en octubre de 2008 para la edición Platino del lanzamiento de la película. La interpretación de Osment fue incluida en el álbum recopilatorio Princess Disneymania de 2008.
Seth MacFarlane versionó la canción para su álbum de canciones de espectáculos Great Songs from Stage & Screen de 2020.